# Oldřich Homoláč

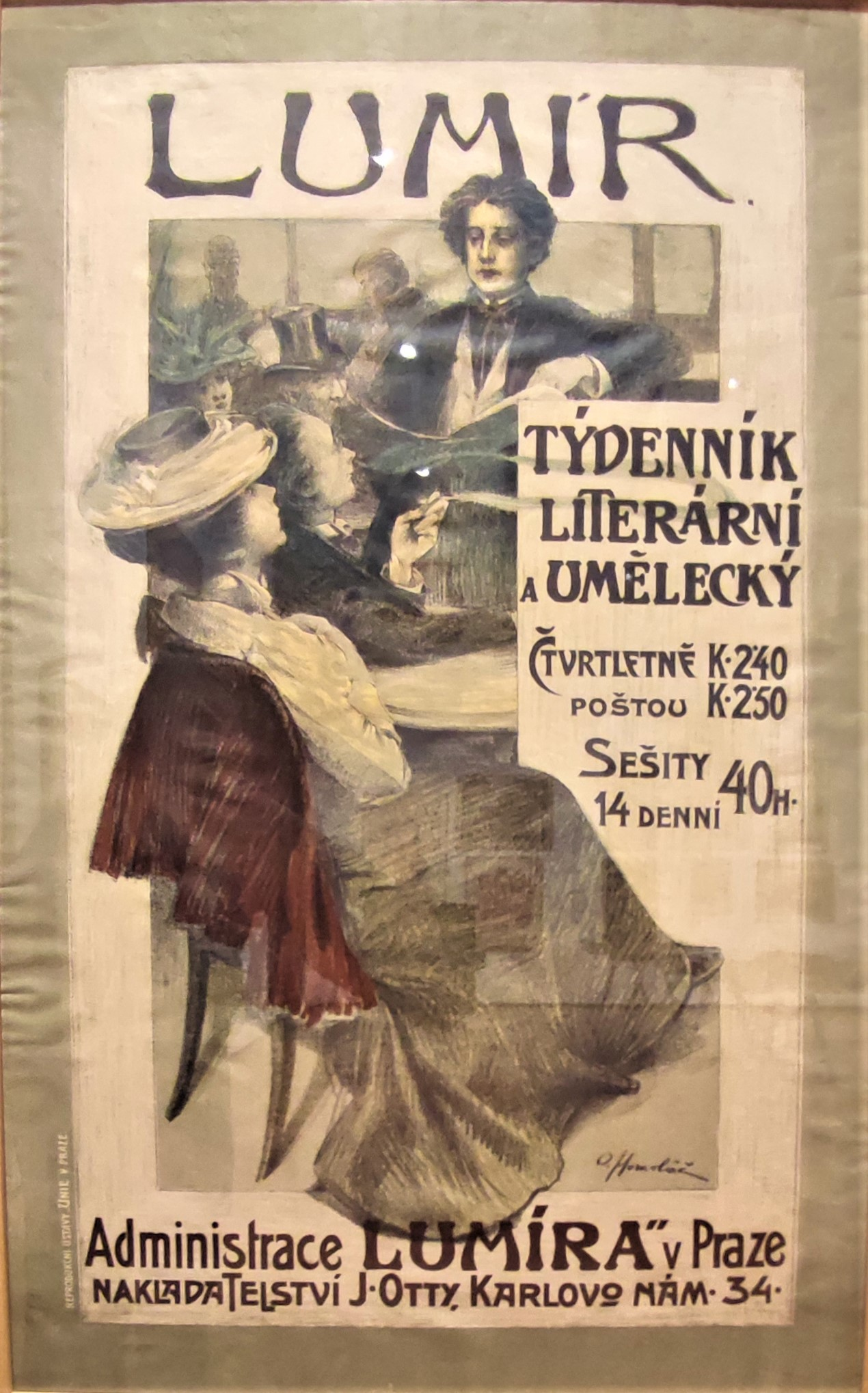
Plakát na časopis Lumír (1897)

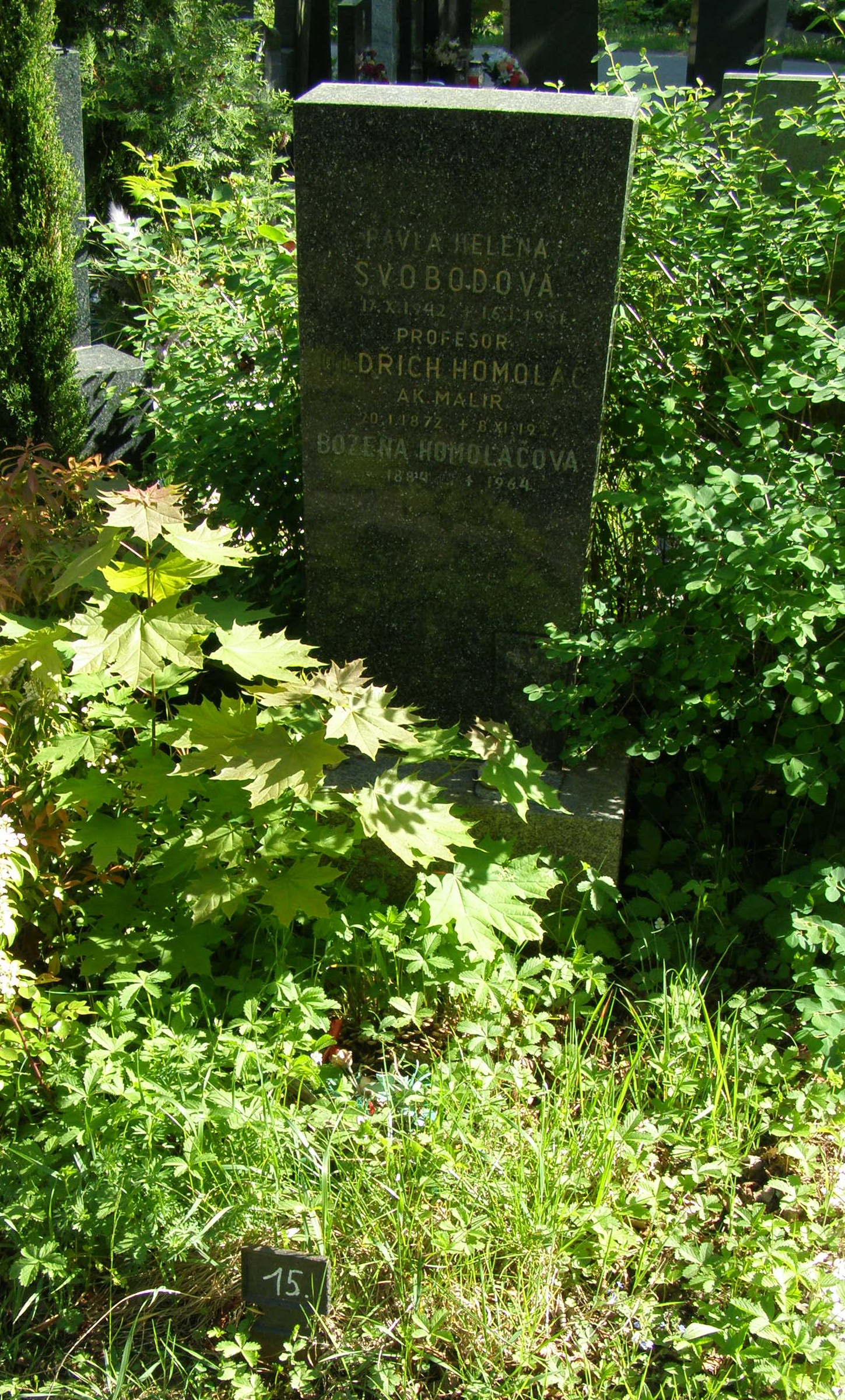
Hrob na hřbitově Malvazinky v Praze

Oldřich Homoláč (20. ledna 1872 Nymburk – 8. listopadu 1957 Praha) byl český akademický malíř a středoškolský profesor.

## Život
Narodil se v Nymburce čp. 153 do rodiny stavitele Josefa Homoláče a jeho manželky Kateřinby, rozené Bodlákové. Jako svou domovskou obec později v pobytových přihláškách uváděl Mokrovousy v královéhradeckém okrese, odkud pocházela otcova rodina. Nedlouho po jeho narození se rodina přestěhovala do Kuklen. Tam začal chodit do obecné školy. Učil se na samé jedničky a poprvé se pokoušel s úspěchem o malování vodovými barvami. Po ukončení obecné školy nastoupil Oldřich Homoláč na královéhradeckou reálku.Tam se setkal s profesorem kreslení Mořicem Bílým, který jej nasměroval ke studiu na malířské akademii.
V roce 1889 nastoupil na pražskou malířskou akademii. První tři roky studia navštěvoval ateliér prof. Maxmiliána Pirnera. Kolem roku 1892 odjel student Homoláč na svou první studijní cestu do Mnichova. Po návratu z cest narukoval na vojnu jako jednoroční dobrovolník do Vídně. Po čase byl převelen do Hradce Králové. Po absolvování vojenské služby se jako poručík v záloze vrátil zpět do Prahy. V roce 1894 nastoupil opět na akademii do ateliéru prof. Vojtěcha Hynaise. V roce 1897 obdržel Hlávkovo studijní stipendium a ve stejném roce studium zdárně ukončil. Z Prahy se vrátil domů do Kuklen, kde strávil následující rok.
V roce 1896 se stal spoluzakládajícím členem sdružení Mánes a v roce 1897 se reprodukce jeho obrazů poprvé objevily v časopise Zlatá Praha. V roce 1898 vystavoval v pražském Rudolfinu obraz „Pasačka“ a následně požádal o Hlávkovo absolventské cestovní stipendium na cestu do Paříže. Stipendium obdržel. Navštívil Norimberk, Štrasburk a vysněnou Paříž. Tam se setkal s přítelem ze studií, malířem Dědinou, který mu posloužil jako průvodce. Pronajal si atelier a v Paříži zůstal několik následujících měsíců. V polovině roku 1899 se vrátil do Prahy. V roce 1900 podruhé odjel do Paříže, kam byl vyslán "grafickou společností Unie" kopírovat Rubensovy obrazy.
Po návratu z Paříže a krátkém pobytu doma v Kuklenách se v roce 1903 setkal v Praze se svým bývalým profesorem kreslení z královéhradecké reálky Mořicem Bílým, který mu nabídl místo asistenta na vinohradské reálce. Homoláč nabídku a tím odstartoval svou celoživotní učitelskou kariéru. Po roce přijal nabídku vyučovat na pražské Uměleckoprůmyslové škole u prof. E. K. Lišky. Bydlel v Praze -Bubenči.
V roce 1906 se oženil s Boženou Křesinovou z Příbrami. Po svatbě se vrátil krátce na vinohradskou reálku jako profesor kreslení. Následně opustil Prahu a získal suplentské místo ve Velkém Meziříčí. Město jej přijalo vlídně a brzy se připojil do místní umělecké společnosti. Občas zajížděl do Vídně a do Prahy, kde vystavoval a prodával svá díla. Na počátku roku 1908 složil kreslířkou zkoušku a požádal o definitivu. Na podzim roku 1908 definitivu obdržel a byl přeložen do Telče. Zde začal opět více malovat, ale na škole nebyl příliš spokojen. Během krátké doby byl opět přeložen, a to do Kyjova na tamější gymnázium. Zde kromě učitelování zase pilně maloval. V nedaleké Hroznové Lhotě navštěvoval malíře Jožu Úprku, jezdil po Slovácku a maloval prosté lidi a rázovitou krajinu.
Dalším místem jeho učitelské pouti byl Jičín, kde se ocitl na prahu 1 světové války. Již před časem byl zbaven své důstojnické hodnosti a tak do války narukovat nemusel. V roce 1922 se malíř Homoláč vrátil zpět do Prahy a tam se naplno věnoval kromě výuky na středních školách také malování. V roce 1929 se konala souborná výstava jeho obrazů v Topičově salonu. Zemřel v Praze 8. listopadu v roce 1957 a byl pohřben na pražském hřbitově Malvazinky. 

## Dílo

### Podobizny a studie
- 1902 – podobizna Olgy Vojanové (dcery herce ND Eduarda Vojana)
- 1903 – podobizna Eduarda Vojana
- 1915 – podobizna dr. Františka Kloučka
- 1922 – Cihlář (studie)[6]
- 1922 – podobizna prof. Františka Pastrnka
- 1923 – podobizna skladatele Josefa Bohuslava Foerstera
- 1923 – podobizna prof. Josefa Zubatého

### Ilustrace a plakáty
- 1897 - plakát časopisu Lumír
- 1899 - plakát časopisu Volné směry III. ročník
- 1900 - plakát Stálá výstava a tržnice řemeslných výrobků v Brně